# Eduardiella pretiosa
Eduardiella pretiosa là một loài bọ cánh cứng trong họ Cerambycidae.